# شهرک محمدرضااسدپور
شهرک محمدرضا اسدپور، روستایی از توابع بخش آبژدان شهرستان اندیکا در استان خوزستان ایران است.

## جمعیت
این روستا در دهستان آبژدان قرار دارد و براساس سرشماری مرکز آمار ایران در سال ۱۳۸۵، جمعیت آن ۱٬۰۴۵ نفر (۱۶۷خانوار) بوده‌است.